# Centres scouts internationaux
Les centres mondiaux des scouts dépendent notamment pour leurs frais de fonctionnement des organismes mondiaux correspondants (OMMS et AMGE)

## Centres scouts mondiaux
- Centre scout international de Kandersteg en Suisse
- Centre scout international du Caire en Égypte
- Centre scout international de Picarquin au Chili

## Centres guides mondiaux
- "Nuestra Cabaña" au Mexique
- "Sangam" en Inde.
- "Centre Olave" à Londres
- "Our Chalet" à Adelboden